# علم نيبال
علم نيبال (بالنيبالية: नेपालको झण्डा)‏ هو العلم الوحيد غير مستطيل أو مربع الشكل، العلم النيبالي يتكون من مثلثين متداخلين، اللون الأساسي للعلم هو الأحمر القرمزي محاط بإطار لونه أزرق، المثلث العلوي للعلم يحوي شعارًا لشمس وهلال متداخلين والمثلث السفلي يحوي شعارًا لشمس. اللون الأحمر في العلم هو لون نيبال التقليدي والإطار الأزرق يعبر عن الطبيعة المسالمة للبلد، أما المثلثان فيعبران عن جبال الهملايا والديانتين الرئيسيتان للدولة وهما البوذية والهندوسية، شعار الشمس والقمر يمثل العائلة الملكية وعائلة رئيس الوزراء وأيضًا يمثل رغبة دوام الدولة كدوام الشمس والقمر.
صمم المهندس المدني شانكار ناث رمال العلم بناءً على طلب الملك ماهيندرا.

## التاريخ

علم نيبال (1856– 1930)

من الناحية التاريخية، كان العلم المثلث شائعًا جدًا في منطقة جنوب آسيا نظرًا لأنه كان يُرى من على مسافات طويلة. يمكن العثور على أعلام مثلثة في الهندوسية. تاريخ العلم غامض ولا توجد تواريخ محددة لمنشئه. استخدمت نيبال تاريخياً العلم الرباعي وغير الرباعي طوال تاريخها.
كانت أعلام جميع الدول في جنوب آسيا تقريبًا مثلثة الشكل. يُظهر كتاب فرنسي عن نيبال من عام 1928 علمًا يشببع العلم الحالي ولكن بحدود خضراء وليست زرقاء. هناك أشكال أخرى من الأعلام التي تستخدم في الغالب في المعابد الهندوسية والبوذية النيبالية.
أعتمد علم نيبال الحالي بموجب الدستور النيبالي الذي تم تبنيه في 16 ديسمبر 1962. يبدو أن العلم الحديث هو مزيج من علم مملكة موستانج القديمة وعلم مملكة غورخا السابقة. قبل عام 1962، كان كلا من الشمس والقمر يحملان وجوهًا بشرية. خصص الدستور قسماً كاملاً للحجم الدقيق وشكل العلم لأن الناس كانوا يرسمونه بشكل غير صحيح. استمر هذا القسم حتى اليوم على الرغم من إدخال دساتير متعددة في البلاد خلال هذه الفترة.
في مايو 2008 أثناء صياغة الدستور الجديد، طالبت أحزاب سياسية مختلفة بتغيير العلم لأنه يرمز إلى الهندوسية والملكية ولكن هذا الاقتراح رفض.

## تصميم العلم

علم نيبال (c 1930—1962)

حُدد وصف هندسي دقيق للعلم الوطني النيبالي في المادة 5 من دستور مملكة نيبال السابق المعتمد في 9 نوفمبر 1990. والمادة 1 من دستور نيبال المعتمد في 20 سبتمبر 2015.
عند الإنشاء تكون نسبة ارتفاع العلم إلى العرض الأطول عددًا غير نسبي :
{\displaystyle 1:{\frac {6136891429688-306253616715{\sqrt {2}}-{\sqrt {118-48{\sqrt {2}}}}\left(934861968+20332617192{\sqrt {2}}\right)}{4506606337686}}} ≈ 1:1.21901033… ( A230582).
هذه النسبة هي أصغر جذر لدالة رباعية.
{\displaystyle 243356742235044r^{4}-1325568548812608r^{3}+2700899847521244r^{2}-2439951444086880r+824634725389225,}
وينشأ من إضافة الخط الأزرق بعد إنشاء الحقل الأحمر بنسبة عرض إلى ارتفاع 3:4 (=1:1.333…).

## الألوان
| نظام الألوان                         | أزرق        | أحمر       | أبيض        |
| ------------------------------------ | ----------- | ---------- | ----------- |
| النموذج اللوني سيان ماجنتا أصفر أسود | 100-64-0-42 | 0-95-74-13 | 0–0–0–0     |
| ألوان الويب                          | #003594     | #DD0C39    | #FFFFFF     |
| النموذج اللوني أحمر أخضر أزرق        | 0-53-148    | 221-12-57  | 255-255-255 |

## إصدارات خاطئة
بسبب النسب الفريدة للعلم النيبالي، فإن استنساخه على نطاق واسع أمر صعب. يوضع أحيانًا على حقل أبيض لجعل نسبة العلم 3: 2؛ مثال على ذلك هو العلم النيبالي المستخدم في الألعاب الأولمبية الصيفية لعام 2016. خلال زيارة قام بها رئيس الوزراء الهندي ناريندرا مودي إلى جاناكبور عام 2018، قام المسؤولون بوضع نسخة من العلم ذات شكل وأبعاد هندسية خاطئة، مما تسبب في غضب على وسائل التواصل الاجتماعي.